# Jason Maas
(en) Statistiques sur statscrew
Jason Maas (né le 19 novembre 1975 à Beaver Dam dans le Wisconsin) est un joueur et entraîneur américain de football américain et de football canadien.
Après une carrière universitaire pour les Ducks de l'université de l'Oregon, il rejoint la Ligue canadienne de football (LCF) et joue au poste de quarterback (quart-arrière au Canada francophone), principalement avec les Eskimos d'Edmonton (2000-2005, 2008-2010) avec lesquels il remporte deux coupes Grey. Il a également joué pour les Alouettes de Montréal et les Tiger-Cats de Hamilton.
Après sa carrière de joueur, il devient entraîneur dans la LCF. Depuis 2023, il occupe le poste d'entraîneur principal des Alouettes de Montréal.

## Carrière scolaire et universitaire
Jason Maas nait à Beaver Dam au Wisconsin et grandit à Yuma en Arizona. Il perd son père à l'âge de 10 ans quand ce dernier, policier à Yuma, est tué par un suspect qu'il tentait d'arrêter. Il fréquente les écoles secondaires Kofa High School (en) et Yuma High School (en) à Yuma, et est désigné meilleur quarterback de l'État d'Arizona en 1994. Il est ensuite admis à l'université de l'Oregon où il joue pour l'équipe de football américain des Ducks dans la NCAA Division I FBS. Réserviste pendant ses deux premières saisons, il espère devenir titulaire l'année suivante mais se fait ravir cette place par un nouveau venu talentueux, Akili Smith.
Maas reste finalement réserviste et termine sa carrière universitaire avec un bilan de 120 passes réussies sur 226 tentées, pour un gain total de 1763 yards et neuf touchdowns contre huit interceptions. Maas et Smith quittent Oregon en 1999, et tandis que Smith est sélectionné en troisième choix de la draft par les Bengals de Cincinnati, Maas n'y est finalement pas sélectionné.

## Carrière professionnelle
Maas participe au camp d'entraînement des Ravens de Baltimore de la National Football League en 1999 mais n'est pas conservé. Il signe avec les Eskimos d'Edmonton de la Ligue canadienne de football en 2000. Il joue peu lors de sa première saison, mais devient titulaire au cours de la saison 2001 à la suite des mauvaises performances de Nealon Greene. La saison suivante, Maas blessé est remplacé par le nouveau venu Ricky Ray (en) qui par ses performances devient titulaire réduisant le temps de jeu de Maas. Il est réserviste en 2003 de Ray lorsque les Eskimos remportent la coupe Grey. En 2004 il redevient titulaire, Ray tentant sa chance en NFL chez les Jets de New York. Ray n'ayant pas de succès avec les Jets, il revient chez les Eskimos, retrouve son poste de titulaire et renvoie Maas dans un rôle de réserviste.
Au terme de la saison 2005, Maas est échangé aux Tiger-Cats de Hamilton. Il est titulaire avec son nouveau club, mais ceux-ci connaissent une piètre saison 2006. L'année suivante Maas et les Tiger-Cats se retrouvent avec un bilan provisoire à mi saison avec une seule victoire pour sept défaites. Les Tiger-Cats acquièrent alors Casey Printers, lequel devient quarterback titulaire. Maas est échangé aux Alouettes de Montréal où il est remplaçant de leur quarterback vedette Anthony Calvillo. Libéré à la fin de la saison 2007, il retourne chez les Eskimos où il passe les trois saisons suivantes en tant que substitut. Il est libéré par les Eskimos en février 2011 et annonce sa retraite quelques semaines plus tard.

## Carrière d'entraîneur
Maas commence sa carrière d’entraîneur en 2012 en tant qu’entraîneur des quarterbacks des Argonauts de Toronto. Il y reste trois saisons et y remporte la Grey Cup en 2012 et devient ensuite coordonnateur offensif du Rouge et Noir d’Ottawa en 2015. Il est désigné entraîneur principal des Eskimos d'Edmonton en 2016 et y reste jusqu'en fin de saison 2019. Il obtient le poste de coordonnateur offensif des Roughriders de la Saskatchewan pour la saison 2020 mais est démis de ses fonctions en fin de saison 2022. Les Alouettes de Montréal l'engagent en tant qu'entraîneur principal pour le début de la saison 2023 et il remporte la Coupe Grey.